# Daniel (hora)
Daniel (2 340 m n. m.) je nejvyšší hora Ammergauských Alp. Nachází se na území okresu Reutte v rakouské spolkové zemi Tyrolsko asi 5 km severozápadně od městečka Ehrwald. Na vrchol je možné vysoupit buď přímo z Ehrwaldu nebo z vesnice Lermoos.